# ベルジアン・シェパード・ドッグ・グローネンダール
ベルジアン・シェパード・ドッグ・グローネンダールとは、ベルギー原産の牧羊犬種である。 性格は神経質な面もあり少々鈍臭い所や抜けてる所もあるが、愛情深く忠実で物覚えが良い。小型犬やネコとはあまり仲良く出来ないことが多いが、子供の面倒を見ることは好きである。比較的に飼いやすい犬種である。

## 歴史
もともとはベルジアン・シェパード・ドッグ・タービュレン、ベルジアン・シェパード・ドッグ・マリノア、ベルジアン・シェパード・ドッグ・ラケノアと同一犬種と見られ、ベルジアン・シェパード・ドッグとして一からげにまとめられていた。19世紀になるとこれらの主な使役であった牧羊が機械化されてしまったことにより仕事が減り、絶滅の危機に瀕してしまった。そのため、これらを研究・保護するためのプロジェクトが発足し、ベルギー国内のどの地域に何頭のベルジアン・シェパード・ドッグが生き残っているか調査が行われた。
この調査の目的はスタンダードの確立・統一を図ることではあったが、地域ごとと4タイプに分化していて、それぞれがはっきりと犬種として認識できるほどの特徴を備えていたため、それぞれ別の犬種クラブが立てられてブリーディングが行われるようになった。
グローネンダールはグローネンダール村で多く飼育されていたもので、姿をより美しいものにするため、『村一番の美女』の肩書きを持つグローネンダール城主の愛犬（雌のグローネンダール）が犬種改良に大いに貢献したといわれている。主に牧羊犬として使われ、羊を誘導する役割を果たしていた。その他農場の見張りをしたり、物を取ってきて主人のところへ運ぶのにも使われていた。
現在世界的にはベルジアン・シェパードの中で最も人気のある犬種で、絶大な人気を誇りペットやショードッグとして多く飼育されている。日本でも人気の高い犬種であるが、ここではグローネンダールよりもタービュレンの方が人気である。2009年度の国内登録頭数順位は136位中89位とやや高順位である。あまりペットショップには並ばない犬種だが、日本でもブリーダーから入手することが可能である。

## 特徴

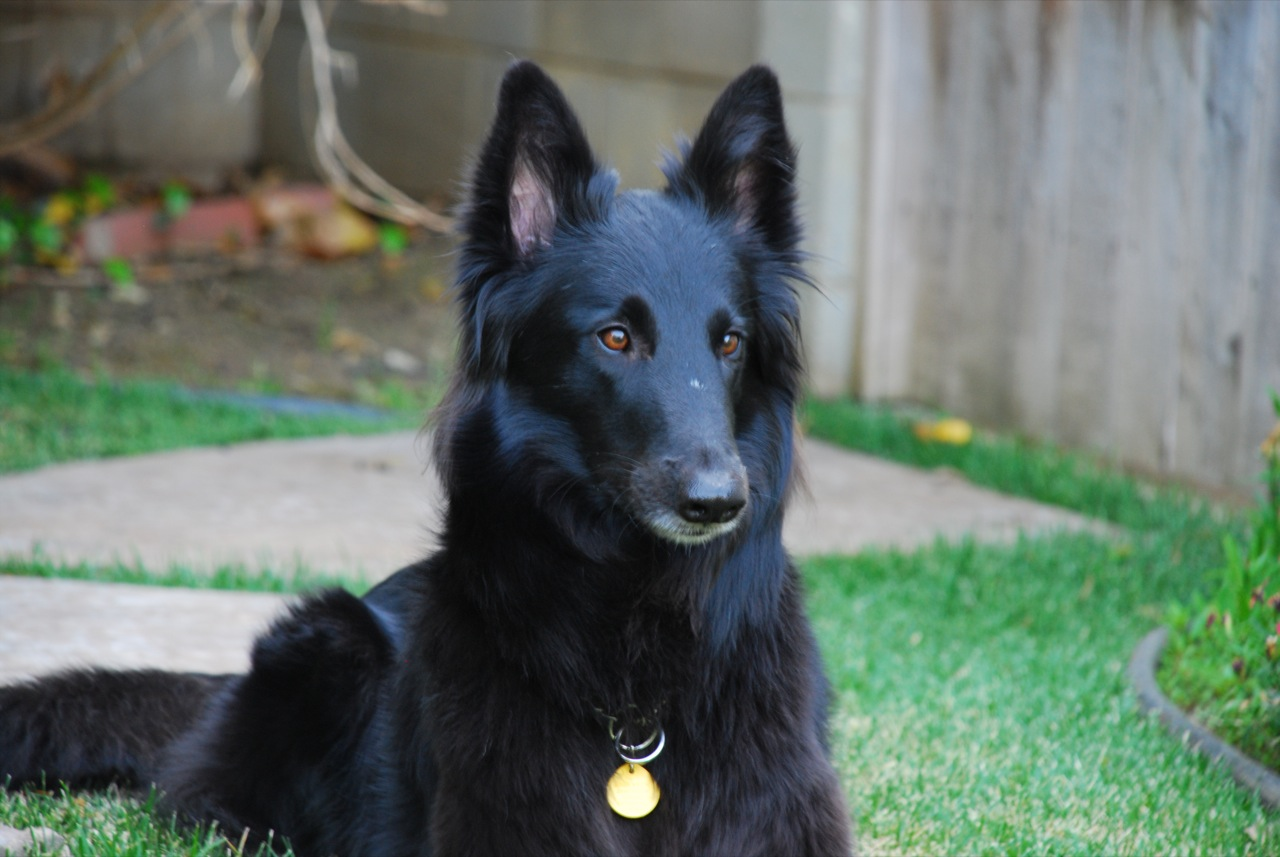
4歳メスのベルジアン・グローネンダール

美しい漆黒のロングコートを持ったベルジアン・シェパード・ドッグである。体は引き締まっていて、マズルと脚が長い。耳は立ち耳で、尾はふさふさした垂れ尾。目はやや小さめであるが、目つきは優しい。体高は雄61〜66cm、雌56〜61cmで体重は雌雄共に26kg前後の大型犬。性格は少々神経質な面もあるが、愛情深く忠実で物覚えが良い。小型の犬やネコとはあまり仲良く出来ないことが多いが、子供の面倒を見ることは好きである。しつけは良く入り、状況判断力も優れている。身体能力は高く、運動量は多い。かかりやすい病気はアレルギーや股関節形成不全などがある。